# Pesma o Zemlji, simfonijska kantata (Gustav Maler)
PESMA O ZEMLJI, simfonijska kantata

## Opšte karakteristike
Simfonijska kantata PESMA O ZEMLJI Gustava Malera, delo je sa graničnog područja vokalne i simfonijske muzike. Zapravo, to je rezime Malerovih stvaralačkih polja i stremljenja, sinteza Malerove simfonije i kantate. Komponovana je i premijerno izvedena 1908. godine, prema prevodu sa kineskog, zbirke pesama Kineska frula, koji je načinio Hans Betge. Koncipirana je u šest stavova i trajanja je 1 sat i 3 minuta. U podnaslovu stoji: Simfonija za tenor i alt (ili bariton) i orkestar. Znači, ženski glas alt se i ovde, kao u ostalim Malerovim kantatama, može zameniti muškim baritonom, a delo u celini postaje vokalna simfonija ili SIMFONIJSKA KANTATA. Prvi, treći i peti stav peva muski solo tenor, dok drugi, četvrti i šesti peva alt. Orkestar je sve vreme aktivni tumač muzičke radnje.

## Zvučne i poetske karakteristike
Prvi stav je Napitnica o bedi zemaljskoj. Kroz mahnitanje u orkestru, koga predvode violine, solo-tenor peva o bedi života na Zemlji. Uz moto: Mračan je život, mračna je smrt. Drugi stav je Usamljen kroz jesen. Kroz jednu veoma setnu i rafinisanu muziku koju predvodi oboa, solo-alt peva o tužnoj, uveloj prirodi u jesen i osećanjima koja šetnje kroz nju bude. Kratak treći stav je pesma O mladosti. Kroz nju se probijaju svetli zvuci triangla i drvenih duvača, koji u stilu cvetnog komada daju maha solo tenoru i njegovoj pesmi o sreći mladosti. Četvrti stav je O lepoti i u njemu uz ponešto svečane zvuke orkestra, o lepoti susreta devojaka i prinčeva na jezeru, eterično peva alt. Peti je stav napitnica jednog pijanca pod nazivon Pijan u proleće. Tenor ovde peva raskalašanu pesmu pijanca o vinu i proleću, uz teturajuće zvuke orkestra. To je takođe jedan kratak, ali vedar stav.
I upravo, dok su prethodnih pet stavova relativno kraći i po svom obliku se približavaju Malerovoj kantati, šesti i finalni stav, Rastanak je u pravom smislu te reči, Malerov simfonijski stav. Traje 29 minuta. Karakteriše ga snažan, ali uzvišen zvuk orkestra, u kome glavnu reč vode harfe, oboa, violončela i duvači, a u opsežnom središnjem instrumentalnom intermecu i dramatični udari gonga. Pesmu nam donosi solo-alt. Ovaj stav opisuje večernji ambijent i rastanak umetnika sa prijateljem i svetom. Kod stihova Idem, putujem u planine, javljaju se karakteristični hromatski akrodi, koji dočaravaju ambijent konačne rezgnacije. Ova himna voljenoj Zemlji se završava rečima, koje je sam Maler napisao: Svuda u proleće priroda ozeleni, svuda i večno plave se daleki vidici, večno... večno... To je konačna i uzvišena slika i reč oproštaja, koja na samom kraju, potcrtana tonom čeleste, dobija svoju konačnu, anđeosku, zamiruću uspavanku.

## Zaključak
I kao što se vidi, Maler ovde nipošto nije dočaravao egzotični kolorit, kako bi se prema literarnoj inspiraciji moglo pogrešno zaključiti. Upravo u svom karakterističnom stilu poslednjeg mohikanca romantičarske epohe, Maler je stvorio zvučno efektno i stilski rafinisano vokalno-simfonijsko delo, koje u tonskom pogledu seže do praga zvučnog univerzuma.
Malerova simfonijska kantata Pesma o zemlji, sastavni je deo svetskog standardnog koncertnog repertoara i svuda se u svetu sa pažnjom izvodi. To je upravo ono što i ova kantata, kao uostalom i celokupno Malerovo vokalno i simfonijsko stvararlaštvo, posebno i traži.